# The New Seekers
The New Seekers — английская поп-группа, создана в 1969 году, когда Кит Потджер, участник незадолго до этого распавшейся фолк-группы «The Seekers», собрал новую группу (Лори Хит, Крис Баррингтон, Марти Кристиан, Ив Грээм, Сэлли Грээм). Всемирную известность, группа обрела два года спустя в составе с Лин Пол, Питером Дойлем и Полом Лейтоном; к этому времени и сам Потгер ушёл со сцены и переквалифицировался в менеджера. Первым американским хитом группы стала версия «Look What They Done to My Song Ma» Мелани (1970), за которым последовали «Never Ending Song of Love», «Beg, Steal or Borrow», (2-е место на Конкурсе песни «Евровидение-1972» в Эдинбурге, где они представляли Великобританию) (1972) и «I’d Like to Teach the World to Sing (In Perfect Harmony)» (британский чарт-топпер). 1974 г. группа распалась, но после несколько раз реформировались в разных составах, с Полом Лейтоном — единственным участником «звёздного» состава. Всемирный тираж пластинок «The New Seekers» превышает 35 миллионов.
Дебютный диск группы был выпущен лейблом Phillips в 1970 году, а в советском союзе фирма грамзаписи «Мелодия» переиздала альбом в 1976 году, названным «В прекрасной гармонии» (С60 07335-36).
В 1981 году группа посетила Советский Союз, выступив в Центральном Концертном зале, а фирма «Мелодия» издала концертное выступление под именем «ВИА „НЬЮ СИКЕРС“ в Москве» (С60 16579-80, запись из Государственного центрального концертного зала. Москва, 1981 г.), и в 1982 году «Ансамбль НЬЮ СИКЕРС» — «Скажи мне» (С60 17641-2).

## Дискография

### Синглы
- Meet My Lord (Kelly) (1969)
- Look What They’ve Done To My Song, Ma (1970, Великобритания № 44).
- Neverending Song Of Love (1971, Великобритания № 2).
- I’d Like To Teach The World To Sing (In Perfect Harmony) (1971, Великобритания № 1).
- Beg, Steal Or Borrow (1972, Великобритания № 2).
- Circles (1972, № 4).
- Come Softly To Me (1972, Великобритания № 20).
- Pinball Wizard — See Me, Feel Me (Medley) (1973, Великобритания № 16)
- Nevertheless (I’m In Love With You) (1973, № 34).
- Goodbye Is Just Another Word (1973, № 36).
- We’ve Got To Do It Now (1973)
- You Won’t Find Another Fool Like Me (1973, № 1).
- I Get A Little Sentimental Over You (1974, № 5).
- Sing Hallelujah (1974)
- It’s So Nice (To Have You Home) (1976, № 44).
- I Wanna Go Back (1977, № 25).
- Anthem (One Day In Every Week) (1978, № 21).
- Don’t Stop The Music (1979)
- Tell Me (1980)

### Альбомы
- New Colours (1971, Великобритания № 40).
- We’d Like To Teach The World To Sing (1972, № 2).
- Never Ending Song Of Love (1972, № 35).
- Circles (1972, № 23).
- Live at The Royal Albert Hall (1973)
- Now (1973, № 47).
- Together (1974, № 12)
- Farewell Album (1974)
- Together Again (1976)
- Anthems (1978)
- The New Seekers Live (2007)